# Ilija Georgiev
Ilija Georgiev (en bulgare : Илия Асенов Георгиев), né le 25 juillet 1925, est un ancien joueur bulgare de basket-ball.